# GENE
『GENE』（ゲーン）は、五百香ノエルによるボーイズラブ小説作品。およびそれを原作としたドラマCD。挿絵は金ひかる。

## 登場人物
エルネスト・ヤーゴ・レイダー声 - 田中総一郎
セルゲ・ロッサ共和国の貴族にして「ロッサの将軍」。
イリ・イン・ラーチョオ声 - 保志総一朗
ラーチョオ王朝の血縁者。13歳。王朝が侵略され、両親が処刑された後、奴隷として売り飛ばされる寸前でレイダーに見受けされ、愛奴として調教される。レイダーの死後、チャンシャン王国の妾妃になった。両性具有者。
ユンヤミン・チャンシャン
チャンシャン王国国王でヤンアーチェとタオホンの実父。
タオホン・チャンシャン
チャンシャン王国国王の第一王子。
ヤンアーチェ・チャンシャン声 - 岡野浩介
チャンシャン王国国王の第二王子。妾腹。
サーシャ・ホーフハイネン声 - 八戸優
ラカ・チーイン・チーイン声 - 宮崎一成
真・天空帝国の王太子。イリを拉致し、不老不死の人体実験を目論む。
ミハイル・リンゲンバウアー声 - 子安武人
上級騎士。
バルト・デナルドン・バティ声 - 一条和矢
フィアルド・デナルドン・バティの三男。

## ドラマCD
- Chara CD Collection『GENE 天使は裂かれる』

品番:MACY-2003
発売日：2002年4月27日
発売元:ムービック
販売元：パイオニアLDC

### スタッフ
- 原作 - 五百香ノエル
- イラスト - 金ひかる
- 音楽 - 澤口和彦
- 演出 - 岩浪美和

## 書籍情報
全て、キャラ文庫（徳間書店）からの刊行。現在は書籍版が絶版であるため、kindle版や電子書籍版として入手可能だが、挿絵がカットされている。
- 『GENE 天使は裂かれる』 著：五百香ノエル、イラスト：金ひかる（1999年9月発売）
- 『望郷天使 GENE2』 著：五百香ノエル、イラスト：金ひかる（2000年2月発売)
- 『紅蓮の稲妻 GENE3』 著：五百香ノエル、イラスト：金ひかる（2000年6月発売）
- 『宿命の血戦 GENE4』 著：五百香ノエル、イラスト：金ひかる（2000年11月発売）
- 『この世の果て GENE5』 著：五百香ノエル、イラスト：金ひかる（2001年3月発売）
- 『愛の戦闘 GENE6』 著：五百香ノエル、イラスト：金ひかる（2001年5月発売）
- 『螺旋運命 GENE7』 著：五百香ノエル、イラスト：金ひかる（2001年10月発売）
- 『心の扉 GENE8』 著：五百香ノエル、イラスト：金ひかる（2002年8月発売）
- 『天使はうまれる GENE9』 著：五百香ノエル、イラスト：金ひかる（2003年6月発売）